# Tumalaid
Tumalaid ist eine unbewohnte Insel, 720 Meter von der größten estnischen Insel Saaremaa entfernt. Die Insel liegt in der Landgemeinde Saaremaa im Kreis Saare. Sie liegt in der Bucht Udriku laht.  Die Insel wird zwar vom Landschaftsschutzgebiet Kahtla-Kübassaare hoiuala umschlossen, gehört aber zum Landschaftsschutzgebiet Kübassaare maastikukaitseala
Tumalaid ist 250 Meter lang und 220 Meter breit.